# Madlyn Rhue
Madlyn Rhue (3 oktober 1935 - 16 december 2003) was een Amerikaanse actrice. Haar echte naam was Madeleine Roche, ze werd geboren in Washington D.C..
Ze speelde mee in verschillende films, maar was vooral bekend door gastoptredens in televisieseries. In 1962 trouwde ze met acteur Tony Young en scheidde van hem in 1970.
In 1977 belandde ze in een rolstoel omdat ze aan multiple sclerose leed. Van dan af aan beperkten de rollen zich tot scènes waarin ze niet veel moest lopen of staan.
Van 1982 tot 1984 was ze te zien in de soap Days of our Lives als Daphne DiMera.
In 2003 overleed ze aan een longontsteking in Woodland Hills, Californië.